# Agapius van Caesarea
Agapius van Caesarea was aartsbisschop van Caesarea in Palestina van 303 tot c. 312. Hij was de leermeester en doper van Eusebius van Caesarea, die zijn opvolger werd.